# Albert Schwegler
Albert Schwegler (født 10. februar 1819 i Michelbach i Württemberg, død 6. januar 1857) var en tysk teolog, filolog og filosof.
Schwegler studerede teologi i Tübingen og kastede sig efter en konflikt med kirkeautoriteterne over studiet af klassisk filologi og filosofi. 1848 blev han professor i Tübingen. Foruden flere teologiske værker har Schwegler skrevet en fremstilling af filosofiens historie i Hegelsk ånd (Geschichte der Philosophie 1848; dansk oversættelse 1856); en mere selvstændig fremstilling af den græske filosofi har han givet i Geschichte der griechischen Philosophie (udgivet af Köstlin 1859). Desuden har han skrevet en stor Römische Geschichte (1853—58) samt oversat og kommenteret Aristoteles Metafysik (1847—48).